# Schizopyga anseli
Schizopyga anseli är en stekelart som beskrevs av Fernandez 2007. Schizopyga anseli ingår i släktet Schizopyga och familjen brokparasitsteklar. Inga underarter finns listade i Catalogue of Life.